# Miss Albânia
Miss Albânia é um concurso de beleza feminino realizado anualmente sob a direção do renomado fotógrafo Fadil Berisha. O concurso teve relevância após suas candidatas terem destaque no certame internacional de Miss Universo, onde ela são destinadas após suas vitórias. Em 2013 o país não participou por questões políticas, visto que a Rússia, país-sede daquela edição não reconhece o Kosovo como nação, por solidariedade, a Albânia não participou. A atual detentora do título é Cindy Marina.

## Vencedoras
| Ano  | Vitoriosa        | Distrito | Colocação              |
| 2002 | Anisa Kospiri    | Tirana   | Semifinalista (Top 10) |
| 2003 | Denisa Kola      | Dibër    |                        |
| 2005 | Agnesa Vuthaj    | Tirana   |                        |
| 2006 | Eralda Hitaj     | Tirana   |                        |
| 2007 | Sadina Alla      | Tirana   |                        |
| 2008 | Matilda Mçini    | Tirana   |                        |
| 2009 | Hasna Xhukiçi    | Vlorë    | Semifinalista (Top 15) |
| 2010 | Angela Martini   | Shkodër  | Semifinalista (Top 10) |
| 2011 | Xhesika Berberi  | Tirana   |                        |
| 2012 | Adrola Dushi     | Rrëshen  |                        |
| 2013 | Fioralba Dizdari | Tirana   | —                      |
| 2014 | Zhaneta Byberi   | Tirana   |                        |
| 2015 | Megi Luka        | Krujë    |                        |
| 2016 | Lindita Idrizi   | Elbasani |                        |
| 2017 | Blerta Leka      | Tirana   |                        |
| 2018 | Trejsi Sejdini   | Elbasani |                        |
| 2019 | Cindy Marina     | Escodra  | Semifinalista (Top 20) |

### Observação
1. O país não participou do concurso no ano de 2004.
2. Em apoio ao Kosovo, que foi proibido de participar em 2013, a Albânia se retirou. [2]

## Ligações Externas
- Histórico Completo no Pageantopolis